# 維斯瓦人

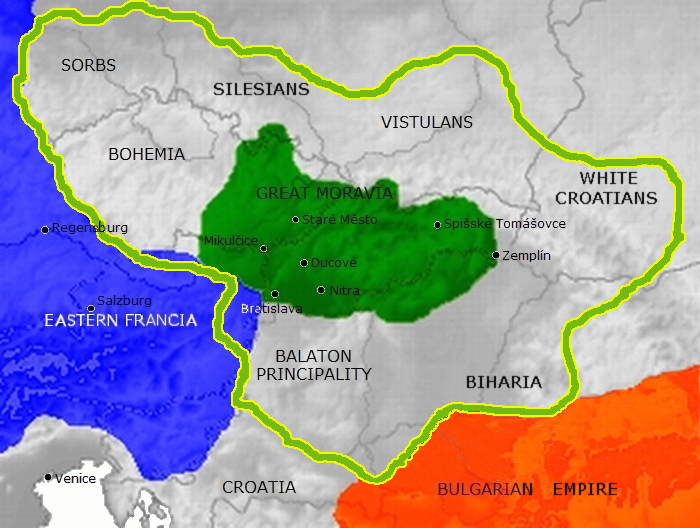
870年的中歐。藍色為東法蘭克王國，橙色為保加利亞帝國，綠色為羅斯季斯拉夫統治下的大摩拉維亞。綠線描繪了斯瓦托普魯克一世（894）領土擴張後大摩拉維亞的邊界。

維斯瓦人（波蘭語：Wiślanie），是居住在現代小波蘭西部的一個中世紀早期的萊希特人部落
。他們的名字來源於維斯瓦河，意思是“維斯瓦河的居民”；該地區被巴伐利亞地理學家稱為Uuislane，在《Vita Methodii》中被稱為 v Vislè 和 v Vislèh，在9世紀被阿爾弗雷德大帝稱為維斯蘭（Visleland）。